# سمير فرح
سمير فرح مذيع بتلفزيون بي بي سي عربي يشارك في تقديم نقطة حوار.

## حياته
درس سمير الاقتصاد في الولايات المتحدة الأمريكية وعمل لسنوات في مجال التجارة والأعمال قبل ان يتحول إلى الاعلام. وهو ليس غريبا على جمهور البي بي سي. فمنذ انضمامه إلى المحطة في اواسط التسعينيات، قدم بعضا من أشهر برامج البي بي سي الاذاعية، مثل البرنامج الادبي «أوراق»، والبرنامجين الحواريين «آخر كلمة» و«نقطة حوار».
في عام 2005 رقي إلى منصب كبير للمخرجين، وترأس فريق المخرجين والمقدمين الذين اطلقوا البرنامج اليومي «بي بي سي أكسترا»، الذي يغطي أهم القضايا والاخبار الاجتماعية والثقافية والاقتصادية في اطار عصري سريع. علاقة سمير مع بي بي سي لم تقتصر على قسمها العربي، بل قدم العديد من الوثائقيات والبرامج المنوعة باللغة الإنجليزية لشبكات بي بي سي الاذاعية الداخلية المختلفة. وفي عام 2007 رشح لجائزة «مذيع العام» التي تقدمها بي بي سي العالمية، وذلك في السنة الأولى على إطلاق البي بي سي لهذه الجوائز.